# Charlton and Dack
Charlton and Dack es un municipio canadiense situado en la provincia de Ontario.

## Superficie
Charlton and Dack tiene una superficie de 92,74 km².

## Demografía
En 2021, tenía 686 habitantes, una densidad poblacional de 7,4 hab./km², y 280 viviendas.